# Polistes annularis
Polistes annularis är en getingart som först beskrevs av Carl von Linné 1763.  Polistes annularis ingår i släktet pappersgetingar, och familjen getingar. Inga underarter finns listade i Catalogue of Life.